# 波恩藝術博物館

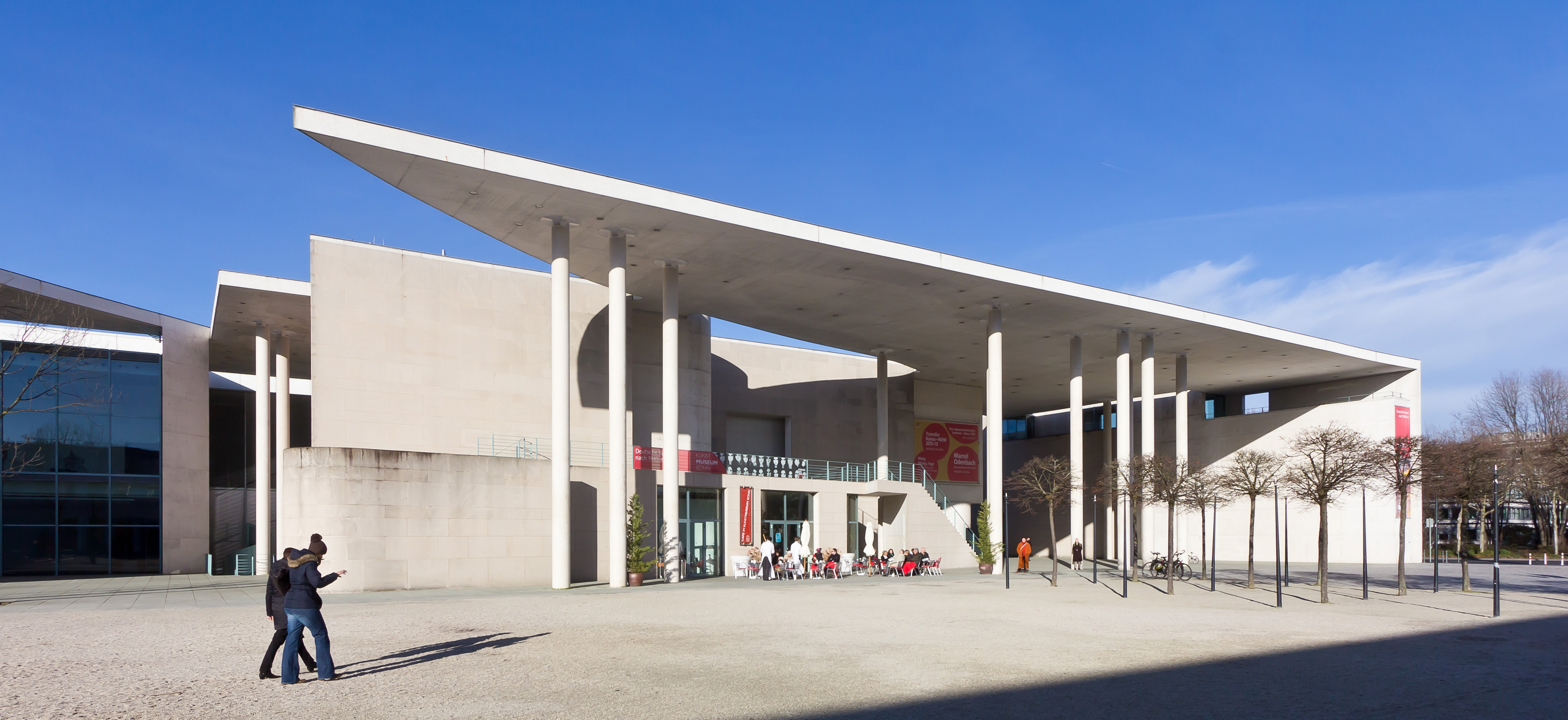
波恩藝術博物館

波恩藝術博物館（德語：Kunstmuseum Bonn）是位於德國城市波恩的一座博物館，成立於1947年。博物館主要展示當代藝術品。波恩藝術博物館也是波恩博物館大道的一部分。

## 外部連結
- Home page in English （页面存档备份，存于）

50°42′54.2″N 7°7′15.7″E / 50.715056°N 7.121028°E